# Deutsche Poolbillard-Meisterschaft 2007 (Senioren)
Die Deutsche Poolbillard-Meisterschaft 2007 war die 23. Austragung zur Ermittlung der nationalen Meistertitel der Senioren in der Billardvariante Poolbillard. Sie wurde im Rahmen der Deutschen Billard-Meisterschaft in der Wandelhalle in Bad Wildungen ausgetragen.
Es wurden die Deutschen Meister in den Disziplinen 14/1 endlos, 8-Ball, 9-Ball und 8-Ball-Pokal ermittelt.

## Medaillengewinner
| Disziplin    | Gold                           | Silber                             | Bronze                                  | Bronze                               |
| ------------ | ------------------------------ | ---------------------------------- | --------------------------------------- | ------------------------------------ |
| 14/1 endlos  | Holger Gries (1. PBC Karben)   | Rudi Zick (1. PBC Rot-Gelb Aachen) | Harald Schröter (PBF Porz Eil)          | Detlef Kallweit (SnooBi-BC Hannover) |
| 8-Ball       | Günter Geisen (BC Oberhausen)  | Roman Arnold (PBC Lampertheim)     | Uwe Heiligenhaus (1. PBC Joker Geldern) | Ralf Kostewitsch (PBC Soest)         |
| 9-Ball       | Harald Schröter (PBF Porz Eil) | Achim Gharbi (BSV Miltenberg)      | Thomas Schröder (BC Oberhausen)         | Roman Arnold (PBC Lampertheim)       |
| 8-Ball-Pokal | Günter Geisen (BC Oberhausen)  | Heiko Müller (PBC Fortuna Bexbach) | Holger Gries (1. PBC Karben)            | Hardy Heweling (1. PBSC Wesel)       |

## Modus
Die 32 Spieler, die sich über die Landesmeisterschaften der Billard-Landesverbände qualifiziert haben, spielten zunächst im Doppel-KO-System. Ab dem Viertelfinale wurde im KO-System gespielt.

## Wettbewerbe
Aus Gründen der Übersichtlichkeit werden im Folgenden jeweils nur die 16 bestplatzierten Spieler notiert.

### 14/1 endlos
| Platz | Spieler            | Verein                    |
| ----- | ------------------ | ------------------------- |
| 1     | Holger Gries       | 1. PBC Karben             |
| 2     | Rudi Zick          | 1. PBC Rot-Gelb Aachen    |
| 3     | Harald Schröter    | PBF Porz Eil              |
| 3     | Detlef Kallweit    | SnooBi-BC Hannover        |
| 5     | Detlef Heinemann   | BSV 76 Venus Mariadorf    |
| 5     | Günter Geisen      | BC Oberhausen             |
| 5     | Michael Reimer     | PBC Kreuzberg             |
| 5     | Thomas Schröder    | BC Oberhausen             |
| 9     | Heiko Müller       | PBC Fortuna Bexbach       |
| 9     | Roman Arnold       | PBC Lampertheim           |
| 9     | Christian Schoof   | BFC Fortuna Berlin        |
| 9     | Thomas Damm        | PBC Gera                  |
| 13    | Hans-Jörg Müller   | PBC Sonthofen             |
| 13    | Michael Helten     | BU Mönchengladbach/Kempen |
| 13    | Andreas Leykamm    | 1. PBC Karben             |
| 13    | Rolf Commerscheidt | 1. PBC Rot-Gelb Aachen    |

### 8-Ball
| Platz | Spieler            | Verein                     |
| ----- | ------------------ | -------------------------- |
| 1     | Günter Geisen      | BC Oberhausen              |
| 2     | Roman Arnold       | PBC Lampertheim            |
| 3     | Uwe Heiligenhaus   | 1. PBC Joker Geldern       |
| 3     | Ralf Kostewitsch   | PBC Soest                  |
| 5     | Siegfried Bund     | Nippeser Pool Freunde Köln |
| 5     | Holger Gries       | PBC Karben                 |
| 5     | Achim Gharbi       | BSV Miltenberg             |
| 5     | Thomas Schröder    | BC Oberhausen              |
| 9     | Thomas Damm        | PBC Gera                   |
| 9     | Thomas Fritzsch    | PBC Schipkau               |
| 9     | Hans-Jörg Müller   | PBC Sonthofen              |
| 9     | Heiko Müller       | PBC Fortuna Bexbach        |
| 13    | Rudi Zick          | 1. PBC Rot-Gelb Aachen     |
| 13    | Martin Neher       | PBC Sonthofen              |
| 13    | Andreas Leykamm    | 1. PBC Karben              |
| 13    | Rolf Commerscheidt | 1. PBC Rot-Gelb Aachen     |

### 9-Ball
| Platz | Spieler           | Verein                      |
| ----- | ----------------- | --------------------------- |
| 1     | Harald Schröter   | PBF Porz Eil                |
| 2     | Achim Gharbi      | BSV Miltenberg              |
| 3     | Thomas Schröder   | BC Oberhausen               |
| 3     | Roman Arnold      | PBC Lampertheim             |
| 5     | Günter Geisen     | BC Oberhausen               |
| 5     | Martin Neher      | PBC Sonthofen               |
| 5     | Elmar Kopyciok    | BF Mittelrhein              |
| 5     | Kurt Suchan       | PBSC Donauwörth             |
| 9     | Sascha Zinowsky   | Barmer Billardfreunde       |
| 9     | Ronnie Hager      | SV Motor Babelsberg         |
| 9     | Thomas Fedtke     | BV Rosenheim                |
| 9     | Richard Hartmann  | PBC Sand                    |
| 13    | Wolfgang Siethoff | PBC Fortuna Bexbach         |
| 13    | Michael Reimer    | PBC Kreuzberg               |
| 13    | Thomas Fritzsch   | PBC Schipkau                |
| 13    | Peter Eckhoff     | SE Schwarze Acht Gevelsberg |